# Priemknoop
In de knopentheorie, een deelgebied van de topologie, is een priemknoop een knoop die in zekere zin, net als een priemgetal, niet verder ontbindbaar is. Concreet is een priemknoop een niet-triviale knoop, die niet kan worden geschreven als de knoopsom van twee niet-triviale knopen. Van knopen die niet priem zijn, zegt men dat deze samengesteld zijn. Het kan een niet triviaal probleem zijn om te bepalen of een gegeven knoop een priemknoop is of niet.
Een fraaie familie van voorbeelden van priemknopen zijn de torusknopen. Torusknopen worden gevormd door een cirkel p keer in de ene richting en q keer in de andere richting rond een torus te wikkelen, waar p en q relatief priem gehele getallen zijn.
De eenvoudigste priemknoop is de klaverbladknoop met drie kruisingen. De klaverbladknoop is eigenlijk een (3, 2)-torusknoop. De 
cijfer-8-knoop, met vier kruisingen, is de eenvoudigste niet-torusknoop. Voor elk positief geheel getal, n, bestaat er een eindig aantal priemknopen met n kruisingen. De eerste paar waarden worden in de onderstaande tabel gegeven. 
| n                                   | 1 | 2 | 3 | 4 | 5 | 6 | 7 | 8  | 9  | 10  |
| Aantal priemknopen met n kruisingen | 0 | 0 | 1 | 1 | 2 | 3 | 7 | 21 | 49 | 165 |

## Stelling van Schubert
Een stelling van Horst Schubert stelt dat elke knoop op een unieke manier kan worden uitgedrukt als een knoopsom van priemknopen.